# Король кикбоксеров
«Король кикбоксеров» — кинофильм.

## Сюжет
После победы на турнире по кикбоксингу в Таиланде старший брат Джейка (Лорен Аведон — «Не отступать и не сдаваться 2-3», "Операция «Золотой Феникс») был вероломно убит человеком по имени Хан (Билли Блэнкс — «Крутой и смертоносный», «Снова в бой»)…
Прошло 10 лет. Джейк работает в полиции Нью-Йорка. И когда Интерпол обращается с просьбой подобрать сотрудника для выполнения секретной операции в Таиланде, начальник Джейка рекомендует именно его кандидатуру. Джейк должен изображать кикбоксера и попасть на съёмки фильма, где актёров убивают по-настоящему; съёмки, на которых у Джейка нет шансов выжить. А звездой этих фильмов является не кто иной, как Хан! Джейк суёт голову прямо в пасть льва: он должен не только разоблачить производителей фильмов, но и отомстить убийце брата. И лишь в финальном смертельном поединке Джейк и Хан определят, кто должен носить титул «Короля кикбоксеров».